# 波利
波利（義大利語：Poli），是意大利拉齐奥大区罗马首都广域市的一个市镇。总面积21.39平方公里，人口2458人，人口密度114.9人/平方公里（2009年）。ISTAT代码为058078。